# Тринг, Фрэнк
Фрэнк Тринг — австралийский актёр театра, кино, телевидения и радио-постановок, известный прежде всего по ролям исторических личностей в  эпических костюмированных драмах: Понтия Пилата в фильме «Бен-Гур» (1959) и Ирода Антипы в фильме «Царь царей».

## Личная жизнь
В повседневной жизни Тринга описывали как эксцентричного и временами агрессивного человека, отчасти соответствовавшего своему преимущественно отрицательному амплуа. В 1950-х годах он был женат на актрисе Джоан Канлифф, брак вскоре окончился разводом. По различным свидетельствам, Фрэнк Тринг был гомосексуалистом, но при этом отчаянно хотел детей и был огорчён, когда его брак распался.

## Смерть
Умер в 1994 году от рака пищевода.

## Избранная фильмография
| Год  |   | Русское название                   | Оригинальное название      | Роль                         |
| ---- | - | ---------------------------------- | -------------------------- | ---------------------------- |
| 1958 | ф | Викинги                            | The Vikings                | Элла II                      |
| 1959 | ф | Бен-Гур                            | Ben Hur                    | Понтий Пилат                 |
| 1961 | ф | Царь царей                         | King of Kings              | Ирод Антипа                  |
| 1961 | ф | Эль Сид                            | El Cid                     | Яхья Аль'Кадр, эмир Валенсии |
| 1970 | ф | Нед Келли                          | Ned Kelly                  | судья Редмонд Барри          |
| 1975 | ф | Человек из Гонконга                | The Man from Hong Kong     | Уиллард                      |
| 1976 | ф | Бешеный пёс Морган                 | Mad Dog Morgan             | суперинтендант Кобхэм        |
| 1985 | ф | Безумный Макс 3: Под куполом грома | Mad Max Beyond Thunderdome | Собиратель                   |
| 1986 | ф | Смерть солдата                     | Death of a Soldier         | религиозный оратор           |
| 1987 | ф | Вой 3                              | Howling III                | кинорежиссёр Джек Сетроун    |